# Bledius tricornis
Bledius tricornis är en skalbaggsart som först beskrevs av Herbst 1784.  Bledius tricornis ingår i släktet Bledius, och familjen kortvingar. Enligt den finländska rödlistan är arten starkt hotad i Finland. Arten är reproducerande i Sverige. Artens livsmiljö är sandstränder vid Östersjön.

## Bildgalleri

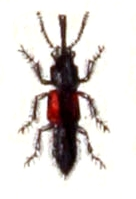